# TER Bretagne
Le TER Bretagne est le réseau de transport express régional de la région administrative Bretagne depuis 1986. Depuis 2018, il est également appelé TER BreizhGo.

## Histoire

### Transport régional avant la décentralisation

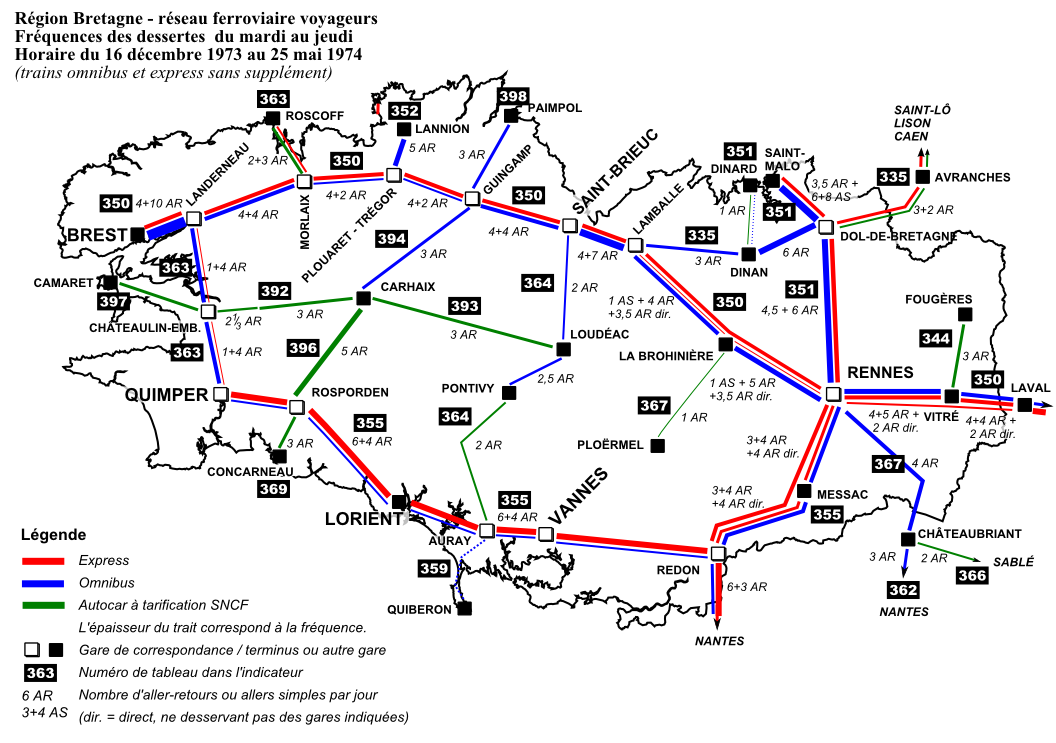
Réseau ferroviaire breton, fréquence de la desserte 1973-74, trains équivalents aux TER.

L'histoire du TER est à la fois celle de la modernisation successive du transport régional de voyageurs et celle de la décentralisation en France de certaines compétences vers les Établissements publics régionaux (EPR), puis vers les régions qui en sont issues. Dans la plupart des régions, les premières initiatives locales pour l'aménagement de dessertes ferroviaires naissent pendant les années 1970 et sont portées, selon les cas, par des services d'État déconcentrés, les départements, les EPR ou les chambres de commerce. Le financement se fait en général avec les économies générées par le « transfert sur route » de lignes déficitaires. La Bretagne élabore bien un premier schéma régional de transport (SRT) à partir de 1977 et figure parmi les dernières régions à s'y mettre, mais aucune politique ferroviaire régionale n'émerge avant l'instauration du TER sur le plan national. On peut seulement citer une tentative du Conseil général du Morbihan pour le report sur route des trains de la section de Loudéac à Pontivy, arrêtée à la suite du changement du gouvernement en 1981 avec l'élection de François Mitterrand comme Président de la République. Le réseau ferroviaire de la Bretagne a déjà été décimé pendant les années précédentes, avec notamment la fermeture de la majeure partie du réseau breton au service voyageurs le 10 avril 1967 (272 km), puis le transfert sur route des lignes de Quimper à Douarnenez, de Ploërmel à La Brohinière et de Vitré à Fougères le 6 mars 1972 (100 km au total).
L'année 1982 apporte les « réouvertures Fiterman », portant sur quatre lignes fermées au service voyageurs depuis peu de temps. Ce développement encourage certaines régions à demander de leur propre initiative la réouverture d'autres lignes, dont la Bretagne pour Auray - Quiberon. Longue de 27,2 km, elle avait perdu son service voyageurs quotidien en 1972, ne conservant depuis que deux aller-retours saisonniers pendant les vacances scolaires d'été. Il s'agit d'un express de jour et d'un express de nuit formés de voitures directes depuis Paris-Montparnasse, qui ont permis à la ligne de survivre. Face à la congestion des routes de la Presqu'île de Quiberon pendant l'été, devant supporter jusqu'à 20 000 véhicules par jour, les élus locaux décident d'instaurer un service ferroviaire intensifié pour atténuer ce problème. Une convention est signée entre le Conseil général du Morbihan et la SNCF ; c'est en même temps la première convention d'exploitation d'une ligne conclue en Bretagne. Sous le nom commercial « le Tire-Bouchon », le service débute le 1er juillet 1985 et dure jusqu'au 31 août 1985. L'occupation des trains est légèrement en dessus de l'attente, soit de 48 personnes pour les navettes Plouharnel - Quiberon et de 60 personnes pour les trains relevant des correspondances avec Rennes et Paris à Auray. Un train est même régulièrement surchargé avec 278 voyageurs en moyenne partant de Quiberon à 17 h 25, alors que les trains sont peu fréquentés en matinée. En dépit d'une tarification avantageuse avec un tarif unique de 5 francs quelle que soit la distance parcourue, le déficit d'exploitation n'est que de 600 000 francs, dont un tiers est pris en charge par la SNCF.
La loi d’orientation des transports intérieurs (LOTI), promulguée le 30 décembre 1982, encourage la décentralisation des transports, sans pour autant définir un cadre précis. Puis, la loi du 7 janvier 1983 sur la répartition des compétences entre les communes, les départements, les régions et l'État donne le coup d'envoi à la décentralisation sur un plan plus général, avec, entre autres, l'instauration du suffrage universel des Conseillers régionaux. Sur le plan des transports ferroviaires régionaux, l'attitude de l'État reste ambivalente. En effet, il ne veut pas doter les régions des budgets nécessaires leur permettant de se substituer à l'État pour le versement de la contribution d'équilibre des services SNCF d'intérêt régional. Il craint que les régions puissent détourner ces fonds de leur destination initiale et ne réduisent les services ferroviaires, ce qui n'est plus souhaité, contrairement aux années 1970. De ce fait, la décentralisation des services ferroviaires ne peut être que facultative, l'État l'encourageant toutefois et souhaite que les régions s'investissent dans leur amélioration.

### De la naissance du TER jusqu'à la régionalisation (1986-2002)
Le TER Bretagne est lancé en 1986 à la suite de la mise en place d'une nouvelle politique commerciale de la SNCF sur le plan des transports régionaux, souhaitant affirmer davantage sa propre identité d'entreprise en mettant fin, notamment, aux décorations des trains suivant les souhaits des régions. « TER » traduit une stratégie commerciale reposant sur la marque TER avec son logo et sa décoration, sorte de label de qualité ; la charte TER signée entre la SNCF et les régions qui le souhaitent ; et la gamme commerciale TER. Elle s'exprime à travers l'information voyageurs, la promotion et la communication institutionnelle. Parmi les quatre coloris que la SNCF propose pour la livrée du matériel TER, la région Bretagne choisit le vert. Le TER veut rajeunir l'image des transports ferroviaires régionaux, jusque-là négligés et souffrant d'une mauvaise image. Pour la première fois, une telle initiative est mise en œuvre sur le plan national et s'accompagne de conventions avec toutes les régions (sauf trois, retardataires).
En janvier 1986, la région signe donc sa convention d'exploitation avec la SNCF pour une durée de cinq ans, dénoncée toutefois avant son échéance dès fin 1990. Il s'agit d'une convention dite « à la marge », c'est-à-dire la Région ne doit assumer que les charges supplémentaires engendrées par les modifications du service de l'année de référence effectuées à sa demande. Autrement dit, les trains régionaux ne coûtent rien à la Région tant qu'elle ne demande pas des aménagements de l'offre. La Région a droit au versement d'un bonus si la fréquentation augmente à la suite des modifications qu'elle a apportées à la desserte. Ce début de conventionnement global coïncide à peu près avec l'instauration du TER, mais est en fait un développement indépendant issu de la politique de décentralisation. Concernant les deux lignes subsistantes du Réseau breton, il est à préciser qu'elles entrent dans la convention TER conclue avec la SNCF : c'est elle qui charge la CFTA de leur exploitation.
L'année 1986 ne voit pas seulement la naissance du TER, mais également la fermeture de la ligne de Dinan à Dinard le 27 septembre. Elle souffre d'un accès malaisé au réseau principal, deux rebroussements étant nécessaires sur le parcours de 107 km depuis Rennes : à Dol-de-Bretagne et Dinan. Ainsi, bien que desservant une station balnéaire d'envergure, le service omnibus a été supprimé dès 1972, et même les autocars de substitution ont été supprimés en juin 1981. Ne sont donc restés que les voitures directes depuis Paris, acheminés par un train express depuis Rennes, avec des jours de circulation devenant de plus en plus rares d'année en année. L'express ne reste quotidien que pendant les dix semaines de la pleine saison d'été, et ses performances médiocres ne le rendent guère attractif : en effet, pour le parcours final de Dol à Dinard, le train met 1 h 07. Les rails datent des débuts de la ligne, et la vitesse maximale est limitée à 55 km/h sur la section de Pleslin-Trigavou à Dinard. Environ 80 voyageurs en moyenne occupent l'express entre Dinan et Dinard, soit 6 000 pour l'ensemble de la saison. La SNCF n'est plus prête à supporter son déficit, évalué à 147,5 francs par voyageur transporté, et remplace la desserte ferroviaire de Dinard par une ligne routière de rabattement sur Saint-Malo, proposant quatre aller-retours quotidiens de juin à septembre. Un an plus tard, la section de Saint-Brieuc à Pontivy est finalement fermée elle aussi, avec l'entrée en vigueur du service d'hiver le 27 septembre 1987.
Sur le plan du matériel, les années 1985-1986 marquent le début d'une nouvelle époque avec l'arrivée des toutes premières automotrices électriques en Bretagne. Vingt-et-un éléments doubles de la série Z 9600 (de la famille des Z2) sont affectés au dépôt de Rennes qui jusque-là n'était habitué qu'aux autorails. Dans un premier temps, l'unique ligne électrifiée de la région étant celle de Rennes à Paris, elles sont employées essentiellement pour le TER Pays de la Loire. Le premier matériel arborant les couleurs définis par la charte TER dès la livraison sont les rames réversibles régionales (RRR), dont les premiers lots sont commandés par la SNCF pour son propre compte. Quelques RRR livrées en 1987 sont stationnées à Rennes et utilisées, derrière des BB 67400, pour des trains sur Saint-Brieuc et Laval (dans la région des Pays de la Loire). Le dépôt de Rennes dispose en outre d'une dotation de dix-sept autorails X 2100 de conception récente et livrées entre 1980 et 1983. Ils parcourent l'ensemble des lignes de la région, même après les électrifications de 1987-1991 liées à l'arrivée du TGV Atlantique qui ne sont pas allées de pair avec l'acquisition d'un nombre suffisant d'automotrices. Ces électrifications permettent toutefois l'éviction des X 2400 arrivés en fin de carrière, et n'ayant jamais reçu la décoration TER. Le nombre des X 2100 disponibles en Bretagne augmente encore et atteint les trente-six début 1990. Comparée aux autres régions, la région bénéficie donc d'un parc de matériel particulièrement moderne, avec seulement dix EAD X 4500 plus anciennes. Cette situation favorable est davantage le résultat du renouvellement du matériel roulant engagé par la SNCF, avec des fortes disparités et inégalités entre les régions, que le fruit de la politique ferroviaire du Conseil régional de Bretagne. En effet, pour la période 1985-1992, la Bretagne ne figure qu'en quinzième rang des vingt régions concernées par le TER (France continentale hors Île-de-France) en termes d'investissements dans le matériel roulant. Ils représentent un montant de 28 200 000 francs, soit 1,85 % du total des investissements des vingt régions pendant la même période.
Sur le plan des investissements dans l'infrastructure ferroviaire, la Bretagne fait des efforts non négligeables pendant la période considérée, qui correspond aux premières années du TER. Avec un budget de 38 200 000 francs, elle se classe en neuvième place parmi les vingt régions, et atteint la treizième place pour les investissements ferroviaires des deux domaines confondus. La Bretagne est l'une des premières régions à signer une convention sur l'infrastructure avec la SNCF, en 1986. Le principal projet réalisé est la modernisation de la ligne de Quimper à Landerneau pour améliorer la relation intervilles Quimper - Brest. Puis, la section de Rennes à Montreuil-sur-Ille (sur la ligne de Rennes à Saint-Malo) est aménagée pour l'accueil d'un trafic périurbain, et la section de Rennes à Retiers (sur la ligne de Rennes à Châteaubriant) bénéficie d'un relèvement de la vitesse. En outre, la Bretagne finance, tout comme les Pays de la Loire, 7,5 % du coût de l'électrification de la section Savenay - Redon, hiatus sous traction thermique après l'arrivée de la caténaire à Quimper en 1991.
Après une première année légèrement bénéficiaire, le TER Bretagne devient déficitaire dès 1987, avec un résultat de −1 534 000 francs. Le déficit augmente chaque année, atteignant les −8 534 000 francs en 1990. Ces chiffres tiennant compte de la contribution versée par l'État au titre de l'exploitation du service public de transport régional de voyageurs. La fréquentation des trains ne baisse pas avant 1990, mais la Bretagne présente tout de même le troisième résultat le plus mauvais sur le plan national. Dès 1990, le trafic commence à diminuer, phénomène touchant la moitié des régions à la même époque. Cette baisse est assez spectaculaire ; elle est de 25 % ou 46 000 000 voyageurs-km pour le cumul des six années jusqu'en 1996. La SNCF ne fait connaître les chiffres de fréquentation qu'avec un délai de dix-huit mois environ après la fin de chaque exercice, ce qui suscite le mécontentement des régions.
En Bretagne, le contexte particulier est celui du remplacement des trains Corail par des TGV, effectuant beaucoup moins d'arrêts commerciaux et n'étant pas accessibles aux abonnés de travail. L'horaire des trains TER est bouleversé, devant maintenant obéir au double objectif d'établir des correspondances avec le TGV et de répondre aux besoins de déplacement régionaux. Le nombre de trains TER augmente de 10 %, mais les nouveaux trains étant plus capacitaires, la capacité augmente de 18 %, sans que la demande suive. Le Conseil régional ne pouvant pas remplacer toutes les dessertes devenues TGV par des TER, il désapprouve la politique des arrêts du TGV, tout comme par ailleurs les clients et élus locaux. Le président du Conseil régional estime que les évolutions de la desserte nationale ne devraient pas avoir de répercussions financières sur les régions, et pense que la SNCF devrait financer les TER assumant des fonctions de desserte nationale, comme c'est le cas des services de rabattement sur le TGV. Des groupes de pression arrachent à la SNCF des arrêts TGV supplémentaires, mais en somme, la nouvelle offre régionale a du mal à convaincre. Les relations entre la Région et la SNCF se dégradent et deviennent assez tendues. L'opacité de la comptabilité de la SNCF suscite, comme dans les autres régions, la méfiance. Alors que les trains-km n'ont progressé que de 10 %, la SNCF prétend une augmentation des charges de 27 % entre 1987 et 1990, et la contribution de la Région double de 1988 à 1990.
De surcroît, à partir de l'exercice 1993, la SNCF essaie de répercuter sur les régions les déficits de ses express d'intérêt régional (EIR), catégorie récemment définie par la société nationale. Elle demande aux régions de les intégrer dans le conventionnement des TER et réduit en même temps l'offre de ce type de trains pour donner plus d'ampleur à sa requête, si bien que les régions cèdent devant la crainte de voir disparaître ces services. La Bretagne est justement une région où les EIR sont davantage représentés que sur le plan national, avec 20,63 % des trains-km TER+EIR, contre 14,01 % sur le plan national. Leur occupation moyenne de cent-trente-huit personnes est la plus élevée en France. Les EIR bretons détiennent une part de 42,7 % dans les voyageurs-km TER+EIR, contre 19,75 % sur le plan national. Ils atteignent un taux de couverture de 73 %, le plus élevé sur le plan national (56 %), est le déficit au voyageur-km est de 18 francs. Le projet du Contrat de plan État - SNCF 1996-2000 devient un nouveau défi pour le trafic régional en Bretagne. Il prévoit la suppression du service voyageurs sur les lignes présentant un taux de couverture inférieur à 25 %, ce qui est le cas de l'ensemble des lignes secondaires, y inclus la ligne de Plouaret à Lannion finalement électrifiée en 2000. En cas de mise en œuvre du plan de rationalisation, le TER Bretagne aurait été réduit aux cinq lignes Paris - Brest, Rennes - Quimper, Brest - Quimper, Redon - Nantes et Rennes - Saint-Malo. Le projet disparaît avec le remplacement du président du conseil d'administration de la SNCF, Bergougnoux, par Loïk Le Floch-Prigent dans le contexte des grèves d'automne 1995.
En dépit de la crise du trafic des années 1990-1996, la Région poursuit sa stratégie d'extension de l'offre, notamment sur l'étoile de Rennes vers La Brohinière (sur la ligne de Brest), Dol (sur la ligne de Saint-Malo) et Redon. Un terminus intermédiaire est créé sur cette ligne en gare de Messac-Guipry, à l'instar de ce qui a été fait auparavant à Montreuil-sur-Ille sur la ligne de Saint-Malo. De cette façon, la capitale régionale reçoit peu à peu une desserte de banlieue, encore complètement absente pendant les années 1980. Pendant les heures de pointe, deux trains par heure peuvent désormais être proposés. Grâce à une optimisation des roulements du matériel, la Région obtient cette intensification du service moyennant le paiement de son coût marginal, ce qui aurait été inconcevable encore au début de la décennie avec une application stricte du règlement comptable et financier FC 12 K de la SNCF. À l'instigation des élus locaux, l'électrification de la ligne de Plouaret à Lannion est inscrite dans le contrat de plan État-région 1994-1999, considérée comme un moyen de sauver cette antenne de 16 km de long dépourvu initialement de correspondances directes avec le TGV. D'abord estimée à 54 000 000 francs, le coût de l'opération est revue à la baisse par Réseau ferré de France (RFF) nouvellement créé. Sur les 42 000 000 francs, la Région assume 30 % et le département des Côtes-d'Armor 15 %. À la même occasion, la ligne est légèrement raccourcie et une nouvelle gare construite à Lannion, plus éloignée du centre-ville. En l'absence d'une modernisation profonde de la ligne, le temps de parcours reste inchangé, mais des TGV directs pour Lannion sont mis en place les fins de semaine et tous les jours pendant la saison estivale,

### Depuis la régionalisation en 2002
Les expériences gagnées dans les six régions pilotes retenues en 1996 (et dont la Bretagne ne fait pas partie) sont décisives pour la généralisation du conventionnement global des services TER par la loi relative à la solidarité et au renouvellement urbains (SRU), promulgué le 13 décembre 2000, à compter du 1er janvier 2002. Les régions deviennent ainsi autorités organisatrices de transports (AOT) et se substituent à l'État pour le versement des contributions à la SNCF en vertu du trafic régional. La Bretagne entre dans cette nouvelle ère avec un contrat de plan État-région 2000-2006 prévoyant des investissements ferroviaires de 1 638 000 000 francs, dont 580 000 000 francs[Quoi ?]. Le montant élevé de ce budget marque une rupture avec la politique antérieure. Pour la première fois, les investissements ferroviaires atteignent la moitié du budget consacré à la route pendant la même période (3 202 000 000 francs). Le Conseil régional commande quinze autorails « A TER » X 73500 pour le service sur les lignes Quimper - Brest, Morlaix - Roscoff, Dol - Dinan - Lamballe et Rennes - Châteaubriant.
La première convention d'exploitation du transport ferroviaire régional que la SNCF et le Conseil régional de Bretagne signent après que ce dernier est devenu AOT couvre la période de 2002 à 2006. Pendant la durée de la convention, plus de 240 000 000 € sont investis dans l'acquisition de matériel roulant neuf et la rénovation du matériel en service. Le trafic connaît une croissance de 25 % du trafic, avec un nombre moyen de voyageurs passant de 17 000 à 21 000 par jour. Par ailleurs, 20 % des nouveaux voyageurs ont utilisé la voiture individuelle auparavant.

Le logo avant 2014.

Le Contrat de plan État - Région couvrant la période de cette convention prévoit quatre projets ferroviaires majeurs :
- l'amélioration de la géométrie des voies sur les lignes de Rennes à Brest et de Rennes à Quimper, permettant de réaliser un gain de temps de 10 min sur chacune des branches. En 2002, la mise en service de TGV pendulaires est encore envisagée, puis abandonnée ;
- l'électrification de la ligne de Rennes à Saint-Malo dans le but de pouvoir faire circuler deux paires de TGV Paris - Saint-Malo par jour ;
- l'augmentation du gabarit de la ligne de Quimper à Landerneau, se traduisant notamment par la modification des tunnels et passages inférieurs, dans le but de préparer une future électrification ;
- l'augmentation de la capacité de la gare de Rennes[a 20].

Aucun matériel neuf n'est prévu pour la ligne Loudéac - Saint-Brieuc, parcourue par seulement deux aller-retours quotidiens mal positionnés pour les déplacements domicile - travail (tout comme Morlaix - Roscoff hors saison d'été). Du lundi au vendredi, les trains partent de Loudéac à 6 h 09 et 18 h 31, et reviennent de Saint-Brieuc à 14 h 24 et 19 h 30 (ce dernier retour ne fonctionnant pas le samedi). Le samedi, un unique aller-retour est proposé depuis Saint-Brieuc, avec un départ à 13 h 43 et un retour à 18 h 31 comme en semaine, et trois trains circulent le dimanche soir. Ces trains disposent de correspondances avec Pontivy par autocar, mais la desserte de la totalité du parcours Vannes - Saint-Brieuc se fait en autocar uniquement. Après une première tentative échouée en 1980/81 (voir ci-dessus), la ligne est fermée au service voyageurs en automne 2007 pour motif de travaux routiers. Bien que cette fermeture ne soit officiellement que provisoire, les trains TER ne sont pas rétablis après la fin des travaux, alors que le service marchandises reprend le 31 mars 2008.

### Convention TER (2007-2013)

Logo utilisé de 2014 à 2018.

Le 13 mars 2007, la région Bretagne et la SNCF signe une nouvelle convention d'exploitation du service public ferroviaire régional, couvrant la période de 2007 à 2013. Au titre de l'année 2007, une contribution de 72 000 000 € est versé par la Région à la SNCF, soit plus de 9 € par voyage effectué.
La nouvelle convention prévoit le financement de l'acquisition de vingt-trois rames automotrices type ZGC Z 27500 pour un montant avoisinant les 100 000 000 €, assurant ainsi le renouvellement de la totalité du parc de matériel roulant en service dans la région jusqu'en 2009. Les ZGC seront entretenues dans un nouvel atelier de maintenance implanté à Rennes.
Dans le cadre de la convention sont prévus la création de divers tarifs favorisant l'intermodalité avec les transports urbains et départementaux (avec la carte à puce KorriGo), le déplacement des jeunes, des familles et des personnes en difficulté.
En 2012, le trafic représente 350 circulations de trains les jours de pleine semaine, utilisés par environ 33 000 voyageurs en moyenne journalière, dont la moitié environ sont des abonnés. Cette année, la fréquentation du TER Bretagne augmente de 5 % en nombre de voyages et dépasse les 10 500 000 voyages. Pendant l'année 2008, une croissance du trafic de 14 % avait encore été enregistrée. La régularité a été satisfaisante en 2012, avec 95,2 % des trains arrivant à l’heure ou avec moins de cinq minutes de retard. Plus de 90 % des clients voyagent sur une ligne certifiée « NF service » sur la base de la norme EN 13816 délivré par Afnor. Le matériel est à présent entièrement neuf ou rénové.

## Relations TER

### Par rail

Carte des infrastructures ferroviaires en Bretagne en 2020.

Le TER Bretagne couvre l'ensemble du réseau ferroviaire classique ouvert au service voyageurs sur la région. Entre Saint-Brieuc, Guingamp et Morlaix, les lacunes des horaires TER et la desserte par sections obligent toutefois d'emprunter des TGV en dehors des périodes de pointe ou sur des déplacements de moyenne distance en Bretagne du nord (aucun TER entre Saint-Brieuc, Guingamp et Plouaret entre 7 h 23 et 17 h 38, ainsi qu'entre Plouaret et Morlaix entre 7 h 36 et 19 h 17). Le fonctionnement de la ligne d'Auray à Quiberon reste limité à la saison estivale. En moyenne journalière, 340 trains circulent, utilisés par environ 30 000 voyageurs, dont la moitié environ sont des abonnés (17 000 Bretons possédant un abonnement TER). Au cours de l'année 2011, la fréquentation du TER Bretagne a augmenté de 6,4 % en nombre de voyages et a dépassé les 9 500 000 voyages. Pendant l'année 2008, une croissance du trafic de 14 % avait encore été enregistrée. La régularité a été satisfaisante en 2011, avec 95,2 % des trains arrivant à l’heure ou avec moins de cinq minutes de retard. Plus de 90 % des clients voyagent sur une ligne certifiée « NF service » sur la base de la norme EN 13816 délivré par Afnor. Le matériel est à présent entièrement neuf ou rénové.

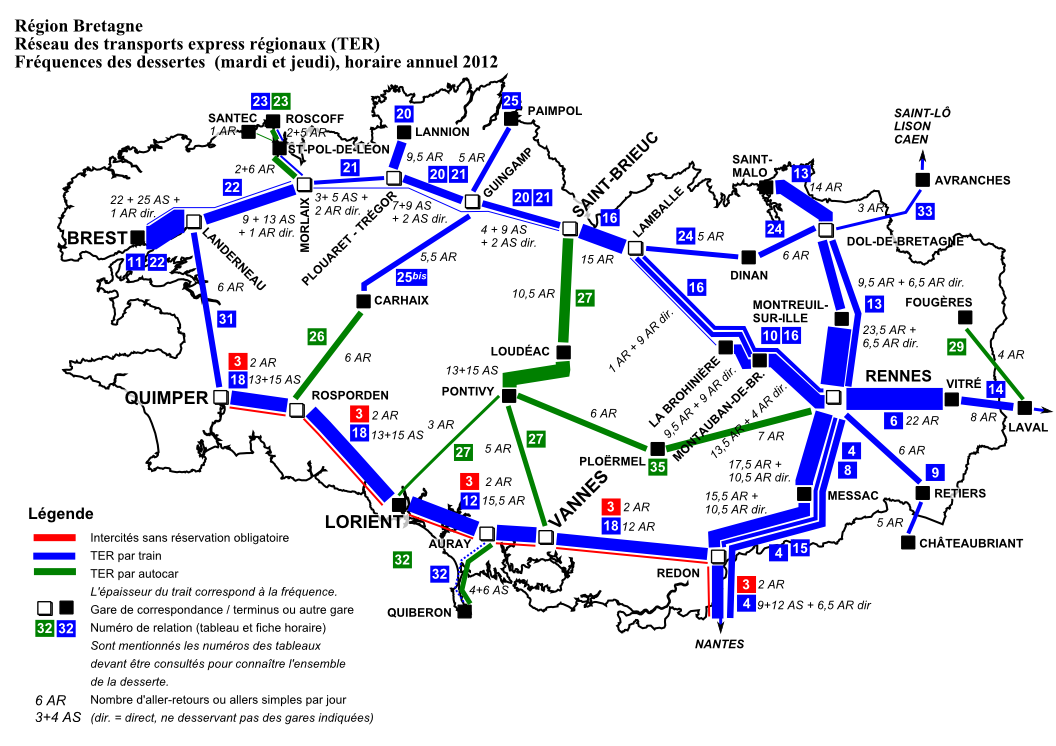
Fréquence de la desserte TER les jours-types de pleine semaine (mardi et jeudi), horaire annuel 2012.

Les relations desservies par des trains TER sont résumées dans la liste ci-dessous. Les numéros des relations correspondent à ceux utilisés en 2020 pour les documents horaires. Pour plus de clarté, les relations comportant des services partiels ont été résumés en une ligne. À l'exception des lignes 9, 24, 25, 25bis, 31 et 32, toutes les lignes intègrent les horaires des TGV, les lignes 1, 2, et 14 intégrant même les horaires des OUIGO.
Les lignes 3 et 31 sont doublées ou complétées par la ligne 31 des autocars BreizhGo en Finistère, les horaires de cette ligne sont intégrées aux fiches horaires des trains.
| Numéro | Itinéraire | Tracé |
| ------ | --- | ----- |
| 1      | Rennes ↔ Brest |       |
| 2      | Rennes ↔ Quimper |       |
| 3      | Brest ↔ Quimper ↔ Nantes |       |
| 4      | Rennes ↔ Redon ↔ Nantes |       |
| 5      | Rennes ↔ Lannion |       |
| 9      | Rennes ↔ Janzé ↔ Retiers ↔ Châteaubriand (service assuré en car TER de Retiers à Châteaubriand ; pas de service en soirée)                                          |       |
| 13     | Rennes ↔ Montreuil ↔ Saint-Malo |       |
| 14     | Rennes ↔ Vitré ↔ Laval ↔ Le Mans / Angers (pas de service en soirée)                                                                                                |       |
| 15     | Rennes ↔ Messac ↔ Redon ↔ Vannes |       |
| 16     | Rennes ↔ La Brohinière ↔ Lamballe ↔ Saint-Brieuc |       |
| 17     | Rennes ↔ Dol-de-Breagne ↔ Dinan |       |
| 19     | Vannes ↔ Lorient ↔ Quimper |       |
| 21     | Saint-Brieuc ↔ Lannion ↔ Morlaix ↔ Brest (pas de service en soirée)                                                                                                 |       |
| 22     | Morlaix ↔ Landerneau ↔ Brest |       |
| 24     | Dol-de-Bretagne ↔ Dinan ↔ Saint-Brieuc (doublage par autocar BreizhGo ; pas de service en soirée)                                                                   |       |
| 25     | Guingamp ↔ Carhaix (pas de service en soirée) |       |
| 25b    | Guingamp ↔ Paimpol (pas de service en soirée) |       |
| 31     | Quimper ↔ Brest |       |
| 32     | Auray ↔ Quiberon (Le « Tire-bouchon », desserte estivale ; doublage en autocar TER desservant la conserverie La Belle-Iloise à Quiberon ; pas de service en soirée) |       |

### Par autocar

Autocar MAN Lion's Regio - TER Bretagne.

Initialement, les relations routières TER Bretagne étaient au nombre de quatre. Comme particularité, une seule relation portait sur une desserte mixte train / autocar, cas de la relation no 23 Morlaix - Roscoff.
- 23 : Morlaix ↔ Roscoff (doublage par autocar avant interruption du trafic TER en 2018 et désormais remplacée par la ligne 29 de BreizhGo en Finistère)
- 26 : Carhaix ↔ Rosporden (remplacée par la ligne 15 de BreizhGo en Morbihan Lorient-Gourin qui est prolongée de Gourin à Carhaix à partir du samedi 1er septembre 2018[7],[8])
- 27 : Saint-Brieuc ↔ Loudéac ↔ Pontivy ↔ Lorient/Vannes (remplace une ligne de chemin de fer fermée au service voyageurs, voire disparue et les branches vers Vannes et Lorient remplaçant la desserte d'Auray d'attractivité moindre, devenue en 2019 une « ligne interdépartementale » du Conseil régional opérée par Transdev CAT)
- 29 : Fougères ↔ Laval (supprimée en septembre 2018, faute d'une fréquentation jugée suffisante par la région[9])
- 32 : Auray ↔ Quiberon (remplace la desserte ferroviaire Auray - Quiberon en dehors de la pleine saison estivale, sur un itinéraire légèrement modifié et intégrée à la ligne 1 de BreizhGo en Morbihan)
- 35 : Rennes ↔ Ploërmel ↔ Pontivy (créée sur initiative locale, ayant comme objet de relier les communes desservies au réseau TGV via la gare de Rennes[a 21], devenue en 2019 une « ligne interdépartementale » du Conseil régional opérée par Transdev CAT)

Outre ce petit nombre de lignes routières, le Conseil régional exploite les anciens réseaux départementaux, regroupés depuis septembre 2018 sous la marque BreizhGo. La relation no 26 (alias ligne TER 26 Rosporden-Carhaix) est fermée le dimanche 26 août 2018 (d'après la fiche horaire de la ligne) parce que la convention de transports entre la région et la SNCF arrive à échéance le vendredi 31 août 2018. Elle est remplacée par la ligne 15 de BreizhGo en Morbihan Lorient-Gourin qui est prolongée de Gourin à Carhaix à partir du samedi 1er septembre 2018,,. La relation no 29 entre Fougères et Laval est aussi supprimée à la même date, faute d'une fréquentation jugée suffisante par la région.
Après l'interruption du trafic ferroviaire en 2018 sur la ligne de Morlaix à Roscoff, la desserte est remplacée en totalité par la ligne routière finistérienne no 29 le 2 janvier 2019 et, toujours en 2019, les lignes routières TER sont reprises en direct par la région Bretagne : les lignes 27 et 35 sont renommés en « lignes interdépartementales » et la ligne 32, relayant la ligne d'Auray à Quiberon hors saison, est intégrée à la rentrée 2020 à la ligne no 1 issue de l'ancien réseau départemental morbihannais.

## Tarification
Les tarifs valables sur l'échelle nationale s'appliquent sur le TER Bretagne également. En complément, la région propose des formules tarifaires spécifiques, se divisant en tarifs tout public et tarifs soumis à des conditions d'éligibilité. Leurs noms comportent tous un « ë ». Les tarifs régionaux sont, pour la plupart, également valables pour des déplacements vers la région voisine des Pays de la Loire, mais non vers la Basse-Normandie.

### Tarifs tout public
La plupart des abonnements et billets régionaux peuvent se charger sur la carte à puce KorriGo.
L'abonnement Uzuël est un abonnement nominatif pour un parcours défini à l'intérieur de la région ou vers les Pays de la Loire. L'unique condition est de résider en Bretagne, sauf pour les habitants de Châteaubriant et Laval desservies par le TER Bretagne bien que situées dans les Pays de la Loire. Uzuël existe en version hebdomadaire (du lundi au dimanche) ou mensuel (du premier ou dernier jour du mois). Il peut se charger sur la carte à puce KorriGo. En cas d'utilisation tous les jours ouvrables, la réduction par rapport au plein tarif de la SNCF est de 75 % environ. Les jeunes de moins de vingt-six ans bénéficient de prix encore plus avantageux. Pour les clients empruntant les transports urbains d'une ou deux villes en complément au TER, la formule Uzuël+ est proposée. Elle permet de combiner l'abonnement TER avec un abonnement pour Bibus (Brest), Qub (Quimper), CTRL (Lorient), TUB (Saint-Brieuc) et / ou STAR (Rennes). Avec un abonnement mensuel, le choix s'élargit sur Morlaix, Lannion, Landerneau, Pontivy, TPV (Vannes), MAT (Saint-Malo) et TBK (Quimperlé).
En outre, pour les abonnés d'Uzuël devant prendre le TGV dans le cadre de leurs déplacements quotidiens, un supplément hebdomadaire (2,6 € en février 2012) et mensuel (10,5 €) sont proposés. Ces suppléments permettent l'accès aux TGV sans réservation. Finalement, l'abonnement Uzuël comporte aussi la fonctionnalité d'une carte de réduction pour les déplacements de loisirs. Il permet d'acheter des billets à 50 % de réduction et valables pendant un jour, sauf les vendredis et dimanches de 16h00 à 19h00, pour les trajets à l'intérieur de la région sans utilisation du TGV (suppléments hebdomadaires ou mensuels non applicables).
Le carnet de dix billets Pelmël est disponible pour des parcours inférieurs à 50 km à l'intérieur de la Bretagne. Les billets sont utilisables indifféremment dans l'un ou dans l'autre sens. La réduction accordée par rapport au plein tarif de la SNCF est de 30 % pour les personnes de vingt-six ans ou plus, et de 50 % pour les moins de vingt-six-ans. Pelmël peut se charger sur la carte KorriGo.
Le billet aller-retour Pelmël existe pour les voyages incluant une nuit au lieu de destination, à l'intérieur de la Bretagne ou vers les Pays de la Loire. Les réductions sont les mêmes que pour le carnet de billets Pelmël. L'utilisation du tarif est défendu les vendredis et dimanches de 16h00 à 19h00.
Unipass est le nom du tarif multimodal au sein de Rennes Métropole, les abonnements et carnets de dix tickets sont valables aussi bien sur les lignes TER Bretagne et STAR.
Lors des principaux festivals de musique que compte la Bretagne, Festival Art Rock, Astropolis, Festival des Vieilles Charrues, Festival du chant de marin de Paimpol, Festival du bout du monde, Festival interceltique de Lorient, La Folle Journée, La Route du Rock et Rencontres trans musicales, des billets aller-retour au prix forfaitaires de 10 € sont proposés au départ de toutes les gares bretonnes.

### Tarifs soumis à des conditions d'éligibilité
La carte de réduction Actuël est destinée aux personnes à faibles revenus, dont les bénéficiaires de plusieurs types d'allocations, les apprentis et préapprentis, et les chômeurs non indemnisés ou touchant une indemnisation inférieure à 80 % du SMIC. Une autre condition est de résider en Bretagne. Valable pendant un an, voire pendant deux ans pour les handicapés, la carte est gratuite et envoyée par courrier après envoi du formulaire de commande accompagnée des copies des justificatifs requis. Le titulaire de la carte peut acheter des billets avec 75 % de réduction sur le plein tarif de la SNCF, vers des destinations à l'intérieur de la région ou dans les Pays de la Loire. Comme particularité, les billets achetés avec la carte Actuël ne sont pas valables dans les trains Intercités (outre les TGV). Les demandeurs d'emploi titulaires de la carte Actuël peuvent en outre, pour l'ensemble des déplacements liés à leur recherche d'emploi, bénéficier de billets aller-retours gratuits. Pour les obtenir, il faut demander un bon dans son agence Pôle emploi, échangeable contre un billet en gare ou en boutique SNCF).
Le billet Rimbambël est un billet gratuit pour les enfants de moins de douze ans accompagnant un adulte payant. Il est disponible à raison de quatre enfants par adulte, moyennant la présentation de la pièce d'identité des enfants ou du livret de famille au guichet ou à la boutique SNCF. L'utilisation est exclu les vendredi et dimanche de 15h00 à 20h00.

## Matériel roulant
Synthèse du parc au 13 février 2025
| Séries  | Nombre de caisses | Effectif | Effectif total |
| ------- | ----------------- | -------- | -------------- |
| B 82500 | 4                 | 12       | 12             |
| X 73500 | 1                 | 18       | 18             |
| Z 21500 | 3                 | 19       | 19             |
| Z 27500 | 3                 | 6        | 14             |
| Z 27500 | 4                 | 8        | 14             |
| Z 55500 | 8                 | 19       | 26             |
| Z 55500 | 6                 | 7        | 26             |

Au deuxième trimestre 2025, le parc du matériel roulant de la région est constitué de 89 engins géré par la Supervision technique de flotte (STF) Bretagne dont le technicentre (atelier) se trouve à Rennes.
Début avril, la rénovation de matériel z21500 débuta dont la 1er rame rénovée fut dévoilée début mai 2021. Changement majeur rénovation, la livrée en BreizhGo, changement complet de la sellerie intérieur et changement de l'éclairage par exemple.

Galerie de photographies
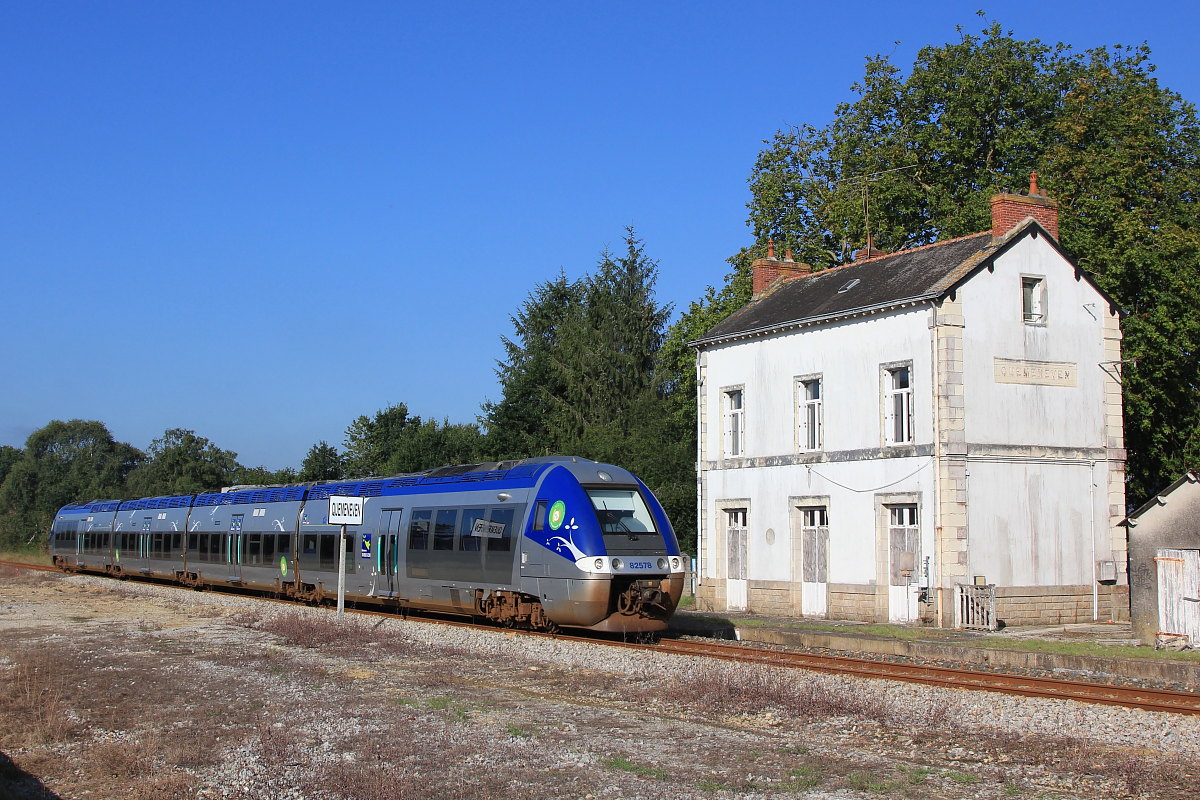
B 82500 à Quéménéven.
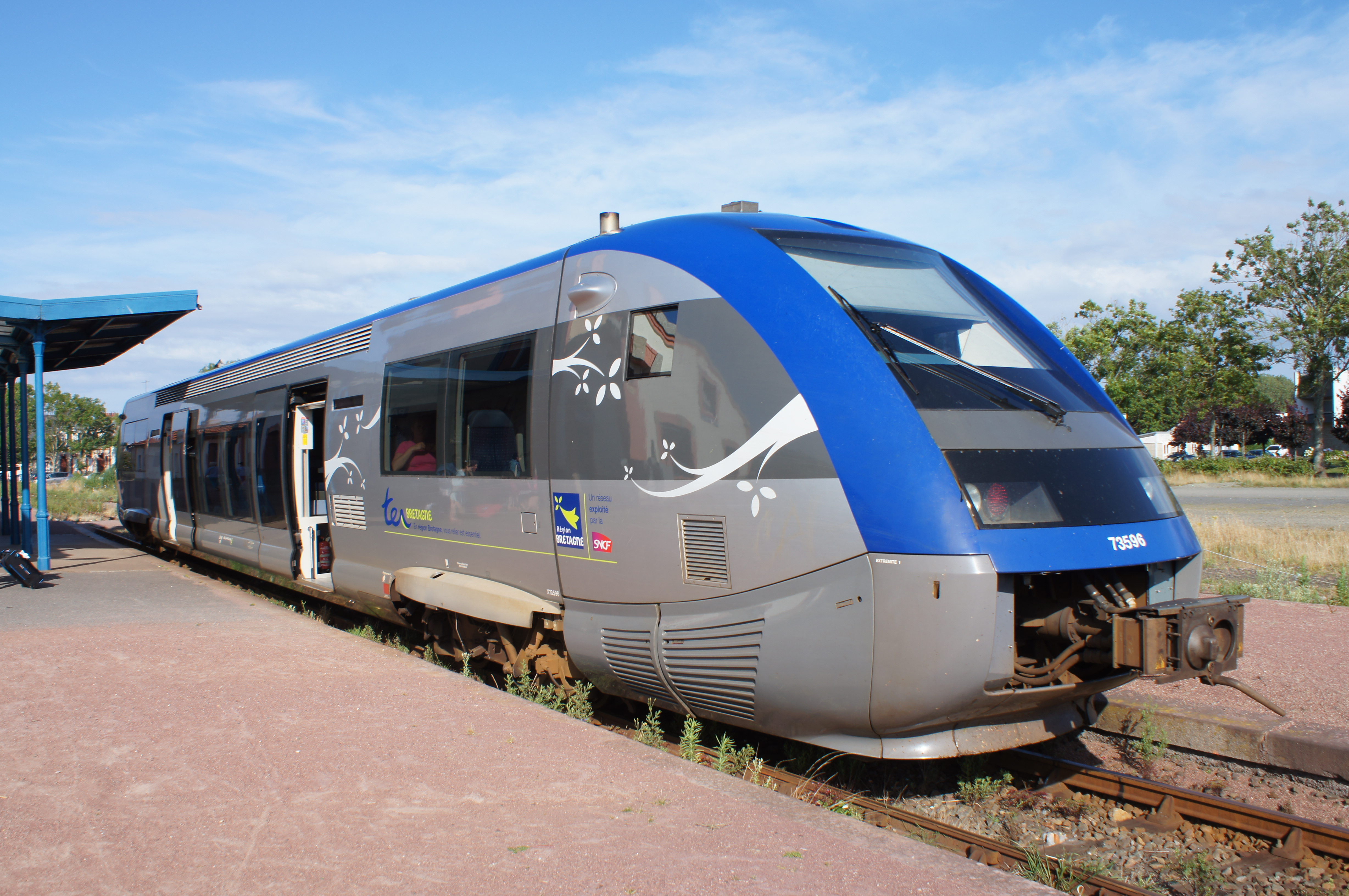
X 73500 à Paimpol.
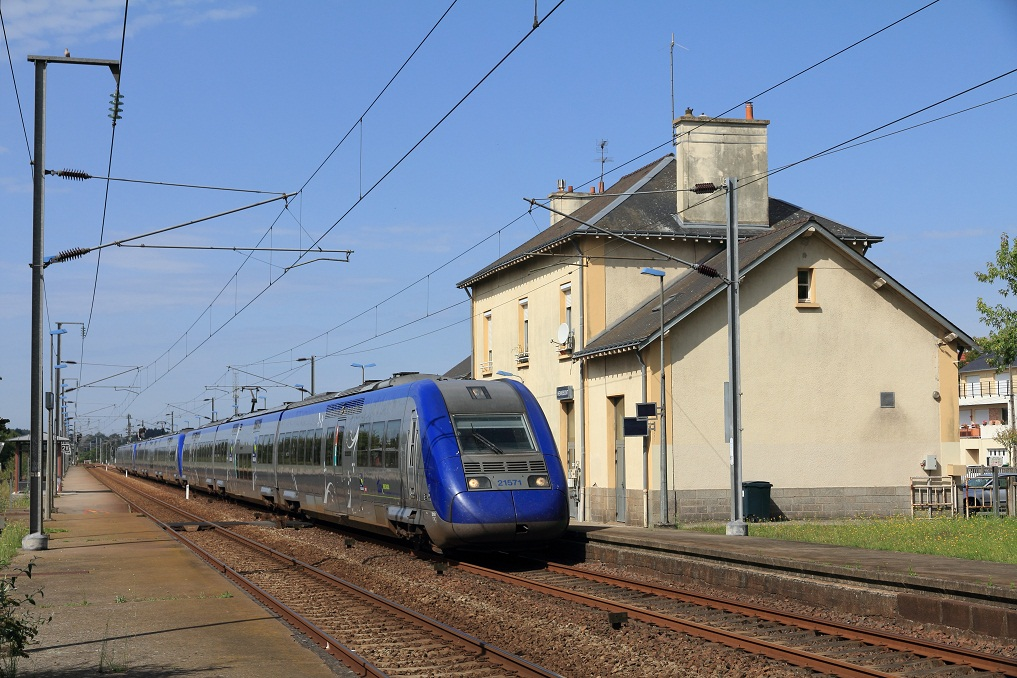
Z 21500 à Hennebont.
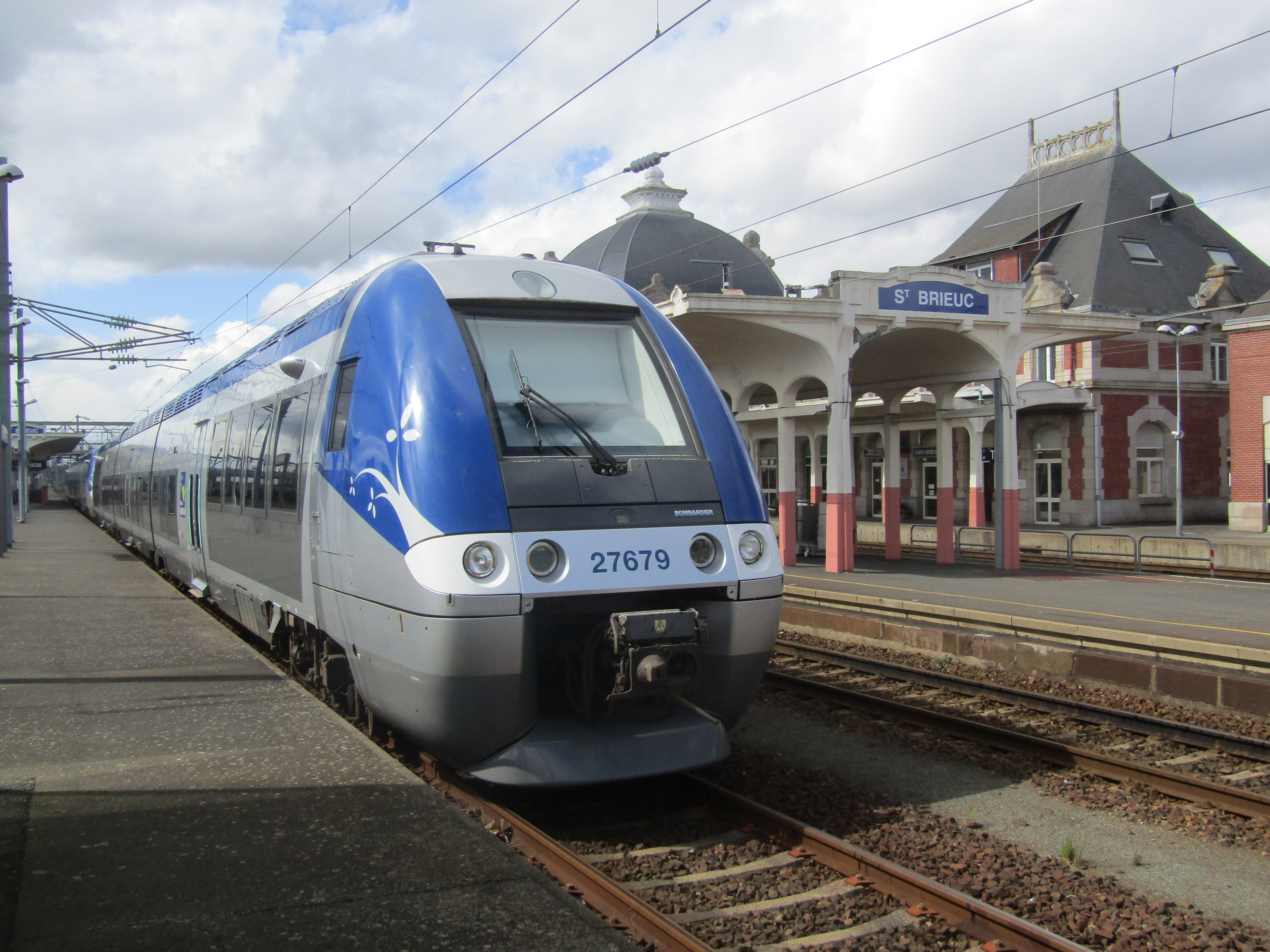
Z 27500 en gare de Saint-Brieuc.
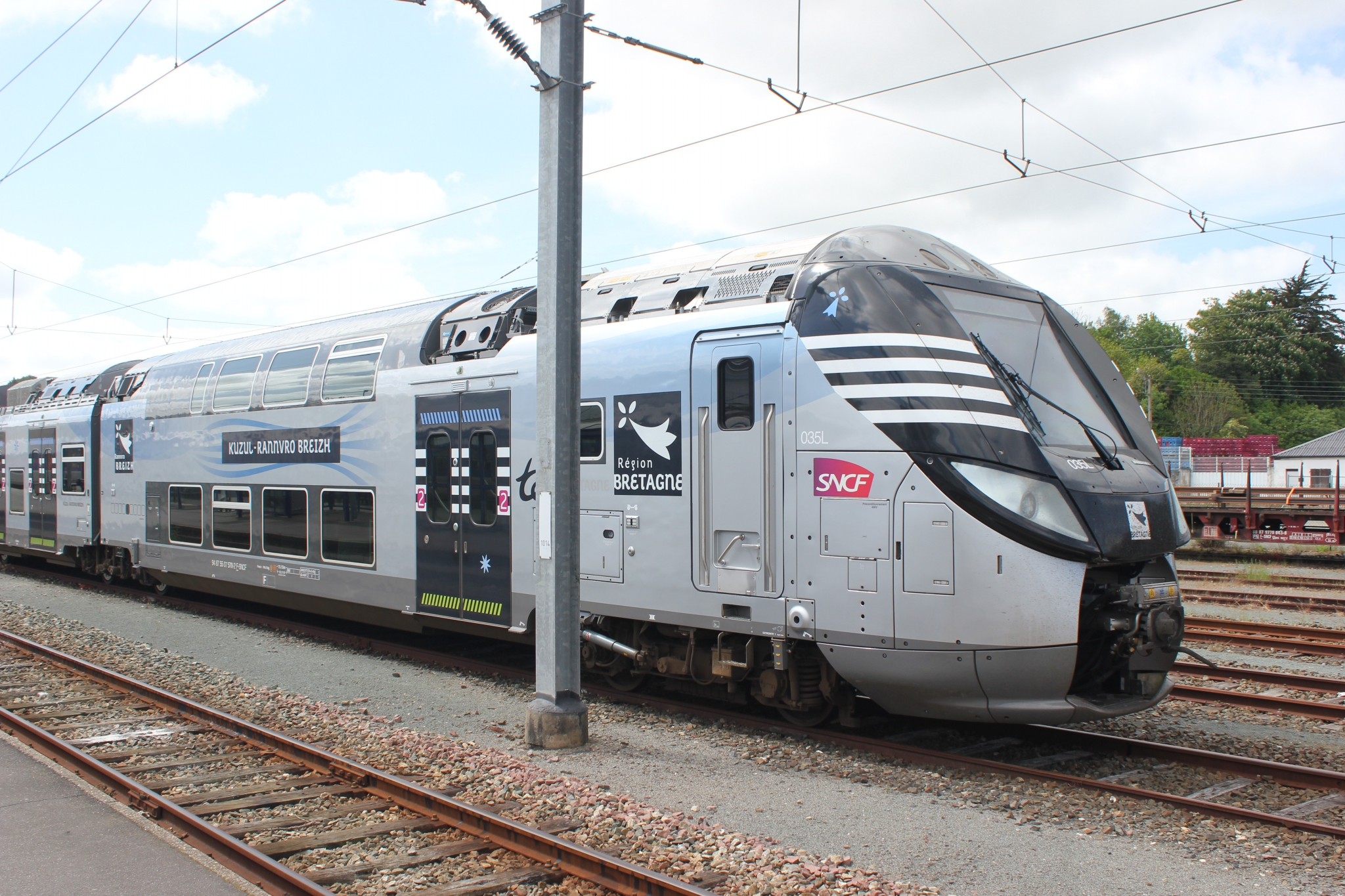
Z 55500.
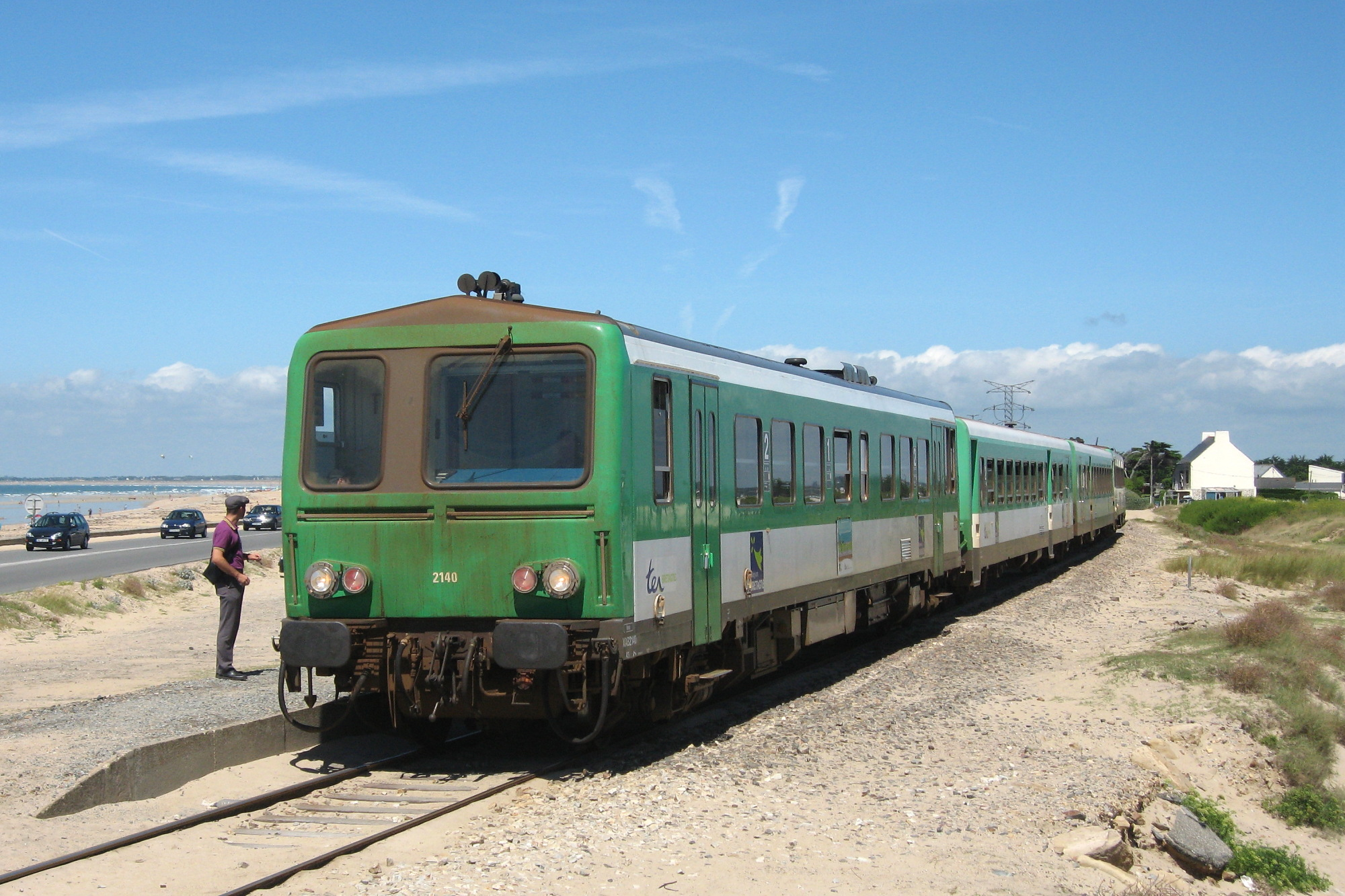
X 2100 et XR 6000 à L'Isthme.

## Projet d'un réseau express régional de Bretagne

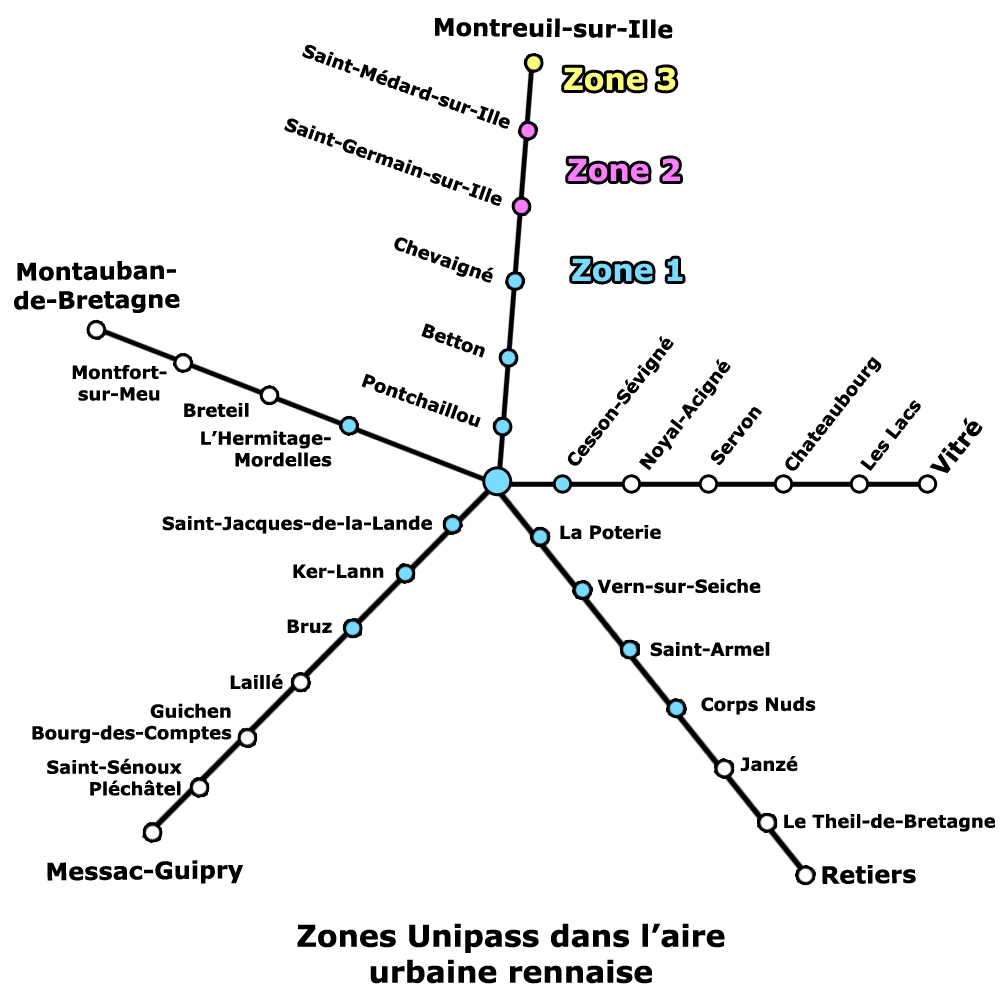
Les 5 branches de l'étoile ferroviaire rennaise. La zone 1 correspond au territoire de compétence de Rennes Métropole en matière de transports publics.

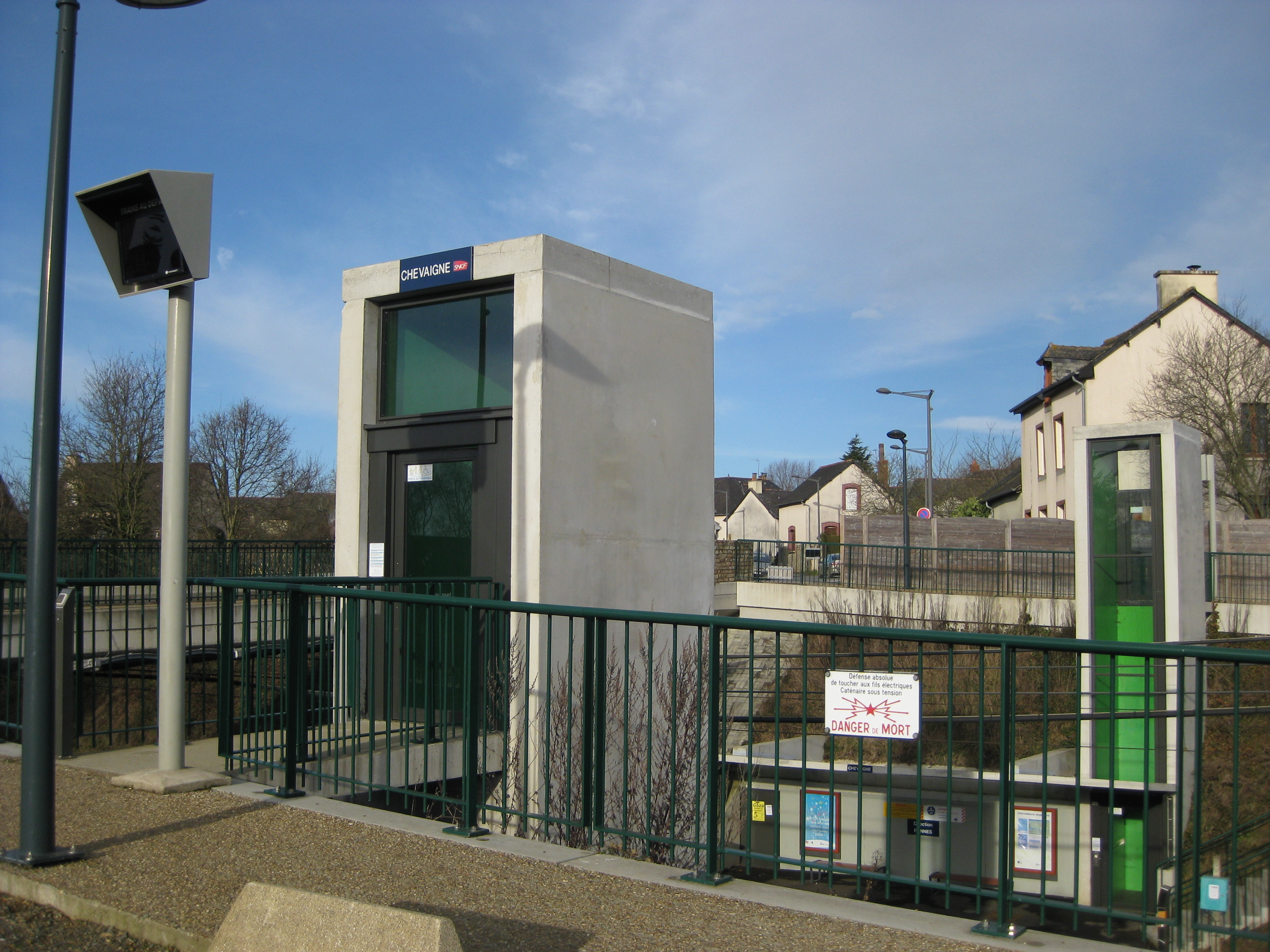
Cabine d'ascenseur à la gare de Chevaigné sur la ligne Rennes-Saint-Malo

Le projet de RER Bretagne, inscrit au plan ferroviaire breton, prévoit une augmentation de la fréquences des TER par une fréquence de passage d'un quart d'heure en période de pointe et d'une demi-heure en période creuse. Les secteurs concernés sont le périurbain de Rennes, avec les 5 branches ferroviaires existantes mais aussi celui d'autres agglomérations bretonnes: Brest, Vannes-Lorient et Saint-Brieuc.
Cette augmentation de la desserte ferroviaire est directement en lien avec d'autres investissements infrastructurels :
- La LGV Bretagne-Pays de la Loire,
- La construction de la ligne B du métro de Rennes,
- Le réaménagement en profondeur de la Gare de Rennes pour en faire un véritable pôle d'échanges multimodal, dans le cadre du projet EuroRennes.

La création de nouvelles gares et haltes ferroviaires est prévue dans l'agglomération rennaise, notamment, :
- Gare de Rennes Jean Mermoz dans le quartier de La Courrouze, sur les communes de Rennes et Saint-Jacques-de-la-Lande, en correspondance avec la ligne B du métro de Rennes à la station Saint-Jacques - Gaîté ;
- Halte de Chantepie Val Blanc, sur la commune de Chantepie, remplaçant à terme la halte de Rennes-La Poterie, moins bien connectée aux transports urbains. Elle aurait pu être à très long terme en correspondance avec un prolongement de la ligne A du métro de Rennes mais la création du Trambus lui est préféré[24] ;
- Halte de Rennes Champeaux, à l'ouest de Rennes.

## Communication

### Identités visuelles

Logo avant 2014
Logo de 2014 à 2019
Logo depuis 2019